# Cap Law
Cap Law är en kulle i Storbritannien.   Den ligger i kommunen Midlothian och riksdelen Skottland, i den centrala delen av landet, 500 km norr om huvudstaden London. Toppen på Cap Law är 487 meter över havet.
Terrängen runt Cap Law är varierad.Runt Cap Law är det glesbefolkat, med 16 invånare per kvadratkilometer. Närmaste större samhälle är Edinburgh, 15,9 km nordost om Cap Law. Trakten runt Cap Law består i huvudsak av gräsmarker.